# Qualifications pour la Coupe du monde de rugby à XV 1999
Navigation
Qualifications Coupe du monde 1995 Qualifications Coupe du monde 2003
Les qualifications pour la Coupe du monde de rugby à XV 1999 mettent aux prises 63 équipes nationales afin de qualifier 16 formations pour disputer la phase finale qui se jouera au Royaume-Uni et en France. Les qualifications sont organisées par continents et se déroulent de 1996 à 1998. De ce fait, la difficulté pour obtenir une place en phase finale dépend à la fois du niveau du jeu et du nombre de places réservées au continent d'origine d'une équipe. Le mode de qualification introduit pour la première fois le repêchage, une seconde chance pour des équipes terminant juste derrière l'équipe qualifiée de pouvoir participer.

## Liste des qualifiées
Trois équipes nationales sont qualifiées directement à la Coupe du monde 1999 à la suite de leurs performances  lors de la Coupe du monde 1995. L'Afrique du Sud, la Nouvelle-Zélande et la France, ayant fini dans les trois premiers en 1995 sont donc qualifiées d'office.
Le Pays de Galles est également qualifié en tant que hôte principal de la Coupe du monde. Douze autres places sont attribuées à la suite de tournois de qualification continentaux puis de barrages, appelés repêchages.
| - Afrique - Afrique du Sud, qualifiée d'office (champion 1995) - Namibie (Afrique 1) - Amérique - Argentine (Amériques 1) - Canada (Amériques 2) - États-Unis (Amériques 3) - Uruguay (repêchages 2) - Océanie - Nouvelle-Zélande, qualifiée d'office (finaliste en 1995) - Australie (Océanie 1) - Fidji (Océanie 2) - Samoa (Océanie 3) - Tonga (repêchages 1) | - Asie - Japon (Asie 1) - Europe - France, qualifiée d'office (troisième en 1995) - Pays de Galles, qualifié d'office (pays hôte) - Angleterre (Europe 1) - Écosse (Europe 3) - Espagne (Europe 6) - Irlande (Europe 2) - Italie (Europe 4) - Roumanie (Europe 5) |